# Бойова група
Бойова група, або оперативна група (термін США) — у сучасній військовій теорії є основним будівельним блоком бойової сили сухопутних військ. Бойова група формується навколо піхотного батальйону або бронетанкового полку, яким зазвичай командує підполковник. Батальйон або полк також забезпечує командно-штабний елемент бойової групи, та доповнюється відповідним поєднанням бронетехніки, піхоти, допоміжного персоналу та озброєння, які відповідають завданням, які він повинен виконувати.
Організація бойової групи є гнучкою і може бути швидко перебудована, щоб впоратися з будь-якими змінами ситуації. Як правило, наступальна бойова група може бути створена на базі танкового полку з двох батальйонів основних бойових танків за підтримки піхотної роти; і навпаки, оборонна бойова група може бути сформована навколо з двох піхотних рот та батальйону танкових одиниць. У склад бойової підтримки входять чота рекогностування, загін протиповітряної оборони нижнього рівня, протитанкова частина, інженерний загін та артилерійська підтримка.
Бойові групи часто поділяються на ротні групи (так звані «команди» в армії США), що складаються з однієї піхотної роти за підтримки танкового підрозділу та різних інших підрозділів підтримки.

## Дивіться також
- Батальйонно-тактична група
- Бойова група Європейського Союзу[en]
- Напівбригада[de]